# Thomas Dolby

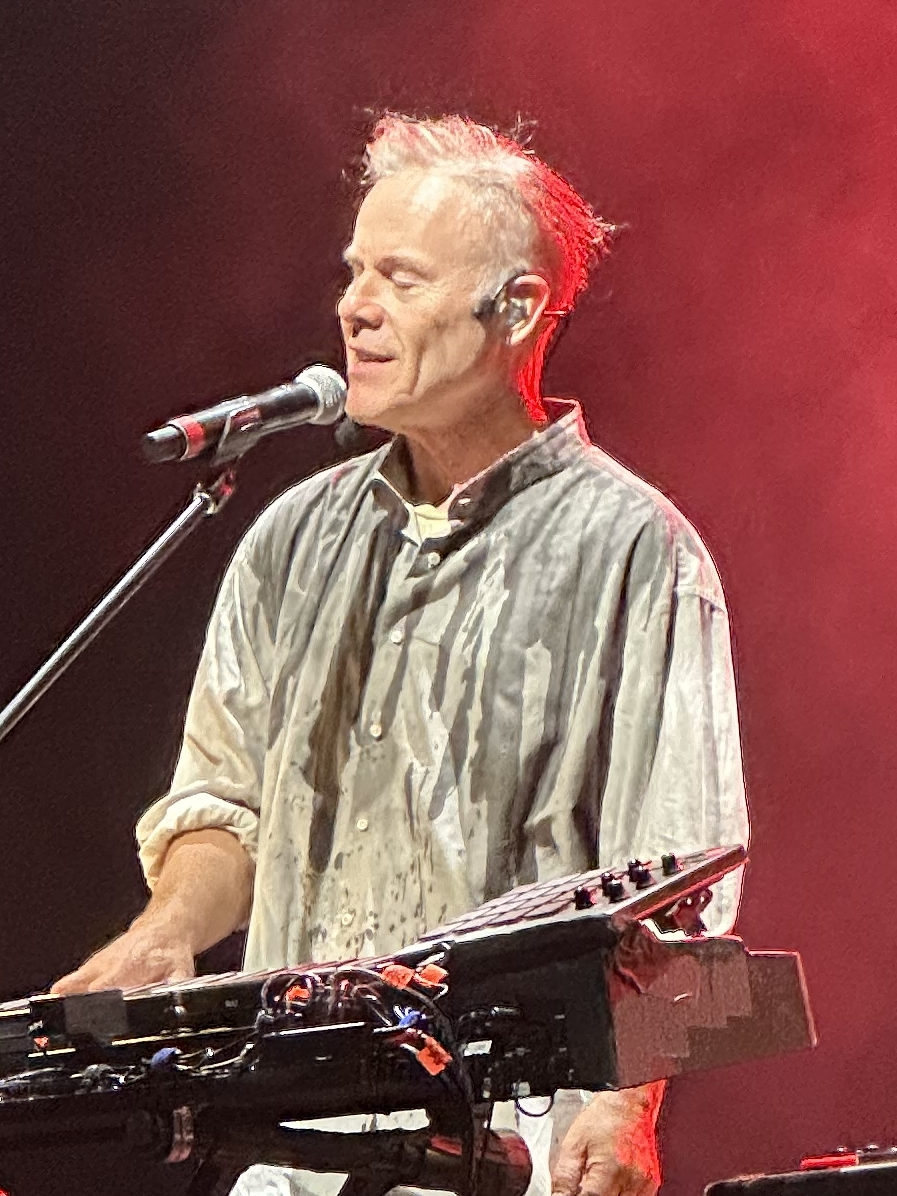
Thomas Dolby (2024)

Thomas Dolby (eigentlich: Thomas Morgan Robertson; * 14. Oktober 1958 in Hammersmith) ist ein britischer Musiker, Musikproduzent und Komponist. Seine größten Erfolge feierte er in den 1980er Jahren mit Synthiepop- und New-Wave-Songs wie She Blinded Me with Science oder Hyperactive!.

## Leben

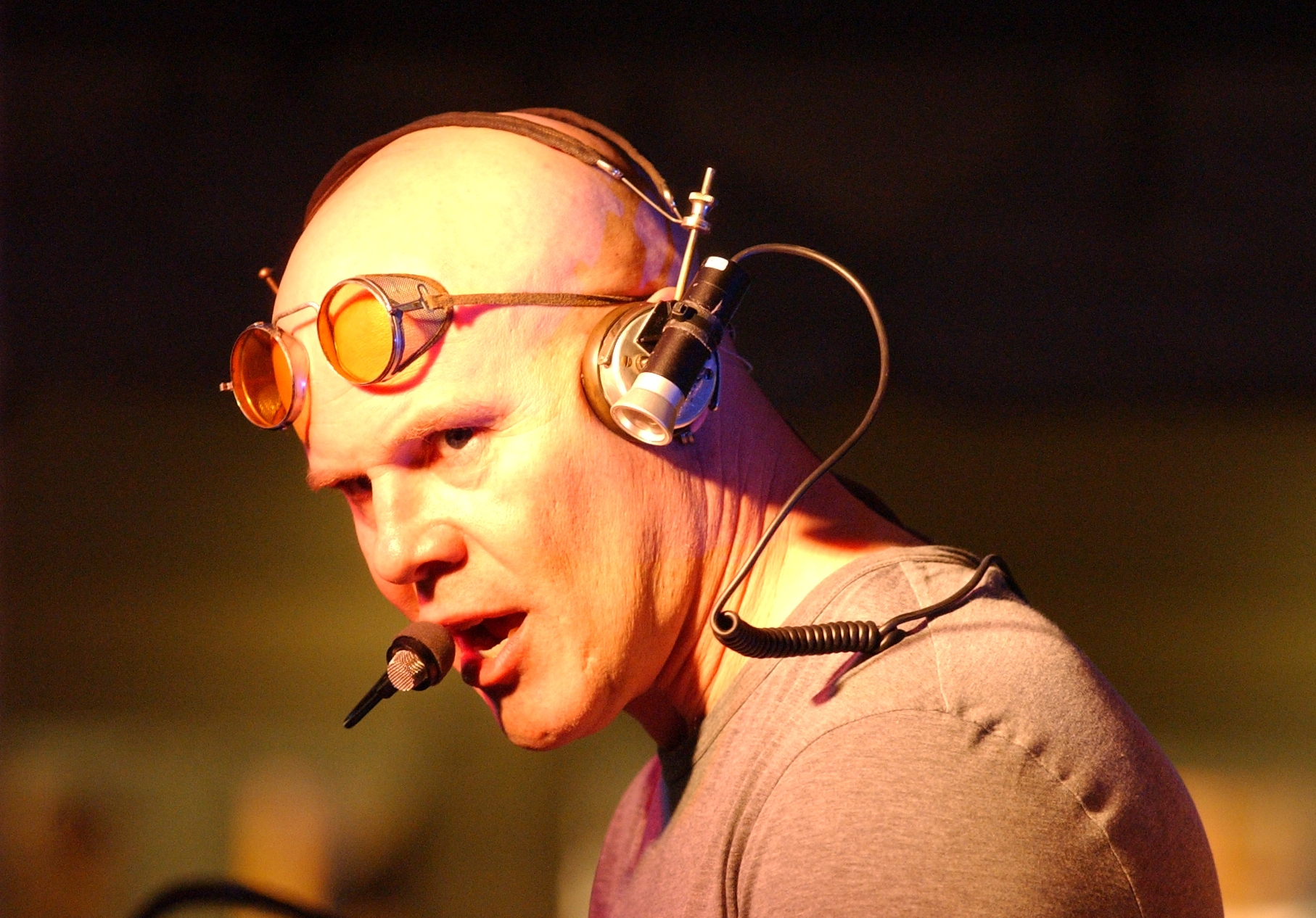
Thomas Dolby (2006)

Dolby wurde entgegen anders lautenden Angaben einiger Biografien nicht in Kairo, sondern im Londoner Stadtteil Hammersmith geboren. Das Gerücht geht auf den Fehler eines EMI-PR-Mitarbeiters in seiner Biografie zurück, der sich bemerkenswert lange hielt. Thomas Dolby selbst klärt dieses Missverständnis auf seiner Website auf.
Sein Vater Martin Robertson war Klassischer Archäologe, so dass er seine ersten fünfzehn Lebensjahre an unterschiedlichen Orten in Europa verbrachte. In dieser Zeit brachte er sich selbst das Klavier- und das Gitarrenspiel bei. Sein ursprünglicher Berufswunsch war es, Meteorologie zu studieren. Die ersten Erfahrungen als Musiker vor Publikum machte er im Alter von 16 Jahren als Straßenmusikant in den U-Bahnhöfen von Paris und London, später auch als Restaurant- und Barpianist.
Seine Leidenschaft für elektronische Musik erwachte, als er Platten von Kraftwerk, Brian Eno und Van der Graaf Generator hörte. Mit 18 begann er, seine ersten Synthesizer zu bauen – in dieser Zeit erhielt er von Schulfreunden wegen seiner Experimente mit Synthesizern und Tape-Decks seinen Spitznamen „Dolby“, der sich vom Rauschunterdrückungsverfahren der Dolby Laboratories ableitete und den er als Künstlernamen letztlich beibehielt.
Ende der 1970er Jahre arbeitete Dolby als Toningenieur für verschiedene Bands, unter anderem für The Fall, The Passions und The Members, wobei er selbstkonstruierte PA-Technik benutzte. 1979 wurde er Mitglied bei Bruce Woolleys Band The Camera Club (wo er seinen späteren langjährigen Bassisten Matthew Seligman kennenlernte), doch bereits nach einem Jahr verließ er die Gruppe und schloss sich der Begleitband von Lene Lovich an, für die er auch die Single New Toy schrieb.
1980 erschien seine erste Single Urges beim britischen Independent-Label Armageddon. Ein Jahr später unterschrieb er seinen Plattenvertrag bei Parlophone und veröffentlichte die autobiografisch gefärbte Single Europa and the Pirate Twins, die die UK-Top-40 nur knapp verfehlte.
Ab 1981 arbeitete Dolby als Sessionmusiker unter anderem an Alben wie Def Leppards Pyromania und Foreigners 4 mit. Im selben Jahr erschien sein erstes Solo-Album The Golden Age of Wireless, das bis auf Platz 13 in den englischen LP-Charts vorstieß, in den USA allerdings unbeachtet blieb. Die erste Single aus dem Album, Windpower, wurde sein erster Top-40-Hit im Vereinigten Königreich.
1983 veröffentlichte Dolby die EP Blinded by Science sowie die darauf enthaltene Single She Blinded Me with Science. In England kein allzu großer Hit, wurde der Song in den Vereinigten Staaten zum ersten großen Erfolg für Thomas Dolby, nicht zuletzt wegen des Videos, das zu dieser Zeit häufig auf MTV zu sehen war. Der Song schaffte es bis auf Platz 5 der US-amerikanischen Single-Charts, worauf The Golden Age of Wireless mit geänderter Songreihenfolge und um die Single ergänzt erneut veröffentlicht wurde, und Platz 13 der LP-Charts erreichte.
1984 erschien sein zweites Album The Flat Earth. Die daraus ausgekoppelte Single Hyperactive wurde mit Platz 17 in den britischen Charts zu seinem größten Erfolg in der Heimat. In den USA reichte es bis zum Platz 35 der LP-Charts, doch keine der Singles aus dem Album kam dort in die Top 40. Neben seiner Solokarriere arbeitete Dolby weiterhin als Session-Keyboarder (siehe unten).
Am 13. Juli 1985 spielte Thomas Dolby beim Live Aid Konzert im Wembley-Stadion London als Keyboarder in der Band von David Bowie mit.
Dolby veröffentlichte noch zwei weitere Solo-Alben: 1988 Aliens Ate My Buick, das sich jedoch nur mäßig verkaufte und ebenso mäßige Kritiken erhielt, und 1992 Astronauts and Heretics, das auf seinem eigenen Label Giant erschien und komplett floppte. 1994 erschien sein Best-Of-Album Retrospectacle, 2003 das Live-Album Forty, das Material von zwei Gigs enthielt, die er für Freunde anlässlich seines vierzigsten Geburtstags im Jahr 1998 gespielt hatte.
Ende der 80er Jahre verlagerte Thomas Dolby seine Interessen: Er komponierte Filmmusik, arbeitete als Produzent und begann, Hard- und Software zu entwickeln. 1993 gründete er die Software-Firma Headspace mit Sitz in San Mateo, Kalifornien, deren erstes Produkt das Programm Virtual String Quartet wurde. 1996 wurde Headspace in Beatnik Inc. umbenannt, Hauptgeschäftsfeld war die Entwicklung von Audioformaten und Kompositionssoftware für Handy-Klingeltöne.
Im Juli 1998 erhielt Thomas Dolby den Lifetime Achievement in Internet Music Award vom Magazin Yahoo! Internet Life. She Blinded Me with Science ist noch heute das Erkennungsstück der Los Angeles Giants, der Lieblings-Baseball-Mannschaft von Thomas Dolby.
Im Frühjahr 2006 zog es Thomas Dolby wieder auf die Bühne zurück: Bei der Sole Inhabitant Tour 2006 spielte er 40 Club-Konzerte in Nordamerika und veröffentlichte eine gleichnamige Live-CD und -DVD. Im Dezember 2006 ging er zusammen mit Brian Transeau auf eine gemeinsame Dual-Headliner-Tour. Im Jahr 2010 erschien die EP Americana,  2011 die EP Oceanea. Beide EPs enthalten Songs aus dem Album A Map of the Floating City vom Oktober 2011.
Dolby ist seit 1988 mit der Schauspielerin Kathleen Beller verheiratet. Aus der Ehe gingen drei Kinder hervor; Lillian (geb. 1991), Talia Claire (geb. 1993) und Graham (geb. 1995).

## Diskografie

### Studioalben
| Jahr | Titel                      | Höchstplatzierung, Gesamtwochen, AuszeichnungChartplatzierungen (Jahr, Titel, Platzierungen, Wochen, Auszeichnungen, Anmerkungen) | Höchstplatzierung, Gesamtwochen, AuszeichnungChartplatzierungen (Jahr, Titel, Platzierungen, Wochen, Auszeichnungen, Anmerkungen) | Anmerkungen |
| Jahr | Titel                      | UK | US | Anmerkungen |
| ---- | -------------------------- | --- | --- | ----------- |
| 1982 | The Golden Age of Wireless | UK65 (10 Wo.)UK | US13 (28 Wo.)US |             |
| 1984 | The Flat Earth             | UK14 Silber · (14 Wo.)UK | US35 (18 Wo.)US |             |
| 1988 | Aliens Ate My Buick        | UK30 (3 Wo.)UK | US70 (19 Wo.)US |             |
| 1992 | Astronauts & Heretics      | UK35 (2 Wo.)UK | — |             |

### Weitere Studioalben
- 2011: A Map of the Floating City

### Kompilationen
- 1994: Retrospectacle (Best-Of-Kompilation)
- 1997: Premium Gold Collection
- 1999: 12×12 (Remix-Kompilation)
- 2003: Forty (Livekonzert-Mitschnitt vom 20. Oktober 1998)
- 2003: One of Our Submarines (Sammlung von Remix-Versionen des Original-Songs von 1981)
- 2006: The Sole Inhabitant (Live-Mitschnitt, aufgenommen am 16. und 17. Mai 2006 in Chicago)

### EPs
| Jahr | Titel              | Höchstplatzierung, Gesamtwochen, AuszeichnungChartplatzierungen (Jahr, Titel, Platzierungen, Wochen, Auszeichnungen, Anmerkungen) | Höchstplatzierung, Gesamtwochen, AuszeichnungChartplatzierungen (Jahr, Titel, Platzierungen, Wochen, Auszeichnungen, Anmerkungen) | Anmerkungen |
| Jahr | Titel              | UK | US | Anmerkungen |
| ---- | ------------------ | --- | --- | ----------- |
| 1982 | Blinded by Science | — | US20 (31 Wo.)US |             |

Weitere EPs
- 2010: Amerikana
- 2011: Oceanea

### Singles
| Jahr             | Titel Album                                            | Höchstplatzierung, Gesamtwochen, AuszeichnungChartplatzierungen (Jahr, Titel, Album, Platzierungen, Wochen, Auszeichnungen, Anmerkungen) | Höchstplatzierung, Gesamtwochen, AuszeichnungChartplatzierungen (Jahr, Titel, Album, Platzierungen, Wochen, Auszeichnungen, Anmerkungen) | Höchstplatzierung, Gesamtwochen, AuszeichnungChartplatzierungen (Jahr, Titel, Album, Platzierungen, Wochen, Auszeichnungen, Anmerkungen) | Anmerkungen                   |
| Jahr             | Titel Album                                            | DE | UK | US | Anmerkungen                   |
| ---------------- | ------------------------------------------------------ | --- | --- | --- | ----------------------------- |
| als Thomas Dolby |                                                        | | | |                               |
|                  |                                                        | | | |                               |
| 1981             | Europa and the Pirate Twins The Golden Age of Wireless | — | UK48 (3 Wo.)UK | US67 (5 Wo.)US | Charteinstieg in US erst 1983 |
| 1982             | Windpower The Golden Age of Wireless                   | — | UK31 (8 Wo.)UK | — |                               |
| 1982             | She Blinded Me with Science                            | DE52 (6 Wo.)DE | UK49 (4 Wo.)UK | US5 (22 Wo.)US |                               |
| 1984             | Hyperactive! The Flat Earth                            | — | UK17 (10 Wo.)UK | US62 (7 Wo.)US |                               |
| 1984             | I Scare Myself The Flat Earth                          | — | UK46 (5 Wo.)UK | — |                               |
| 1984             | Dissidents The Flat Earth                              | — | UK90 (3 Wo.)UK | — |                               |
| 1988             | Airhead Aliens Ate My Buick                            | — | UK53 (4 Wo.)UK | — |                               |
| 1989             | Hot Sauce Aliens Ate My Buick                          | — | UK80 (3 Wo.)UK | — |                               |
| 1992             | Close but No Cigar Astronauts & Heretics               | DE88 (5 Wo.)DE | UK22 (5 Wo.)UK | — |                               |
| 1992             | I Love You Goodbye Astronauts & Heretics               | — | UK36 (4 Wo.)UK | — |                               |
| 1992             | Silk Pyjamas Astronauts & Heretics                     | — | UK62 (2 Wo.)UK | — |                               |
| 1994             | Hyperactive! Retrospectacle                            | — | UK23 (4 Wo.)UK | — | Re-Release                    |
| als Dolby’s Cube |                                                        | | | |                               |
|                  |                                                        | | | |                               |
| 1982             | Get Out of My Mix                                      | — | UK80 (2 Wo.)UK | — |                               |
| 1985             | May the Cube Be with You                               | — | UK82 (3 Wo.)UK | — |                               |

Weitere Singles
- 1981: Urges/Leipzig
- 1982: Airwaves
- 1982: One of our Submarines
- 1986: Howard the Duck (Dolby’s Cube feat. Cherry Bomb)
- 1989: My Brain Is Like a Sieve
- 2011: Oceanea
- 2011: Spice Train

### Gastbeiträge
| Jahr | Titel Album                                 | Höchstplatzierung, Gesamtwochen, AuszeichnungChartplatzierungen (Jahr, Titel, Album, Platzierungen, Wochen, Auszeichnungen, Anmerkungen) | Höchstplatzierung, Gesamtwochen, AuszeichnungChartplatzierungen (Jahr, Titel, Album, Platzierungen, Wochen, Auszeichnungen, Anmerkungen) | Höchstplatzierung, Gesamtwochen, AuszeichnungChartplatzierungen (Jahr, Titel, Album, Platzierungen, Wochen, Auszeichnungen, Anmerkungen) | Anmerkungen          |
| Jahr | Titel Album                                 | DE | UK | US | Anmerkungen          |
| ---- | ------------------------------------------- | --- | --- | --- | -------------------- |
| 1986 | Field Work Illustrated Musical Encyclopedia | — | UK98 (3 Wo.)UK | — | mit Ryūichi Sakamoto |

### Soundtracks
- 1985: Fever Pitch
- 1987: Music from the Film Gothic
- 1988: The Bronx Zoo (US-Fernsehserie)
- 1992: Toys (Track The Mirror Song)
- 1992: FernGully – Christa und Zaks Abenteuer im Regenwald
- 1994: The Gate to the Mind’s Eye (Soundtrack zum Computer-Animations-Film Mind’s Eye)

### Videoalben
- 1994: The Gate to the Mind’s Eye (US: Platin)
- 2006: The Sole Inhabitant (Live-Mitschnitt, aufgenommen am 28. September 2006 im Berklee Performance Center in Boston)

## Zusammenarbeit mit anderen Musikern
- Akiko Yano
- Andy Partridge: Partridge produziert die Singles Urges und Leipzig für Dolby
- Belinda Carlisle
- Bob Weir: wirkt mit auf Astronauts And Heretics
- Brian Transeau: gemeinsame Tournee im Jahr 2006
- David Bowie: Dolby ist Gastmusiker in der Bowie-Band beim Live-Aid-Auftritt (1985)
- Def Leppard: Album Pyromania – Gastmusiker (1982)
- Eddie Van Halen: wirkt mit auf Astronauts and Heretics
- Fiorella Terenzi: Gast-Vokalistin auf The Gate to the Mind’s Eye
- Foreigner: Album 4 – Gastmusiker (1981)
- George Clinton: Some of My Best Jokes Are Friends – Produzent (1985); Clinton wiederum ist Co-Produzent bei Aliens Ate My Buick
- Herbie Hancock
- Howard Jones
- Jerry García: wirkt mit auf Astronauts And Heretics
- Joan Armatrading: Album Walk Under Ladders – Gastmusiker (1982)
- Joni Mitchell: Album Dog Eat Dog – Koproduzent und Gastmusiker (1985)
- Lene Lovich: Dolby schreibt für sie den UK-Hit New Toy (1981)
- Little Richard
- Malcolm McLaren
- Mark Knopfler
- Ofra Haza: wirkt mit auf Astronauts And Heretics
- Peter Gabriel
- Prefab Sprout: Alben Steve McQueen, From Langley Park To Memphis und Jordan: The Comeback – Produzent
- Roger Waters: Dolby spielt die Keyboards bei der Live-Aufführung von The Wall in Berlin im Jahr 1990
- Röyksopp: Album '"Midnight Tales" (2013)
- Tim Curry
- Tim Friese-Greene, Produzent und Songschreiber von Talk Talk: Co-Produzent bei The Golden Age of Wireless
- Stevie Wonder
- Whodini: schreibt und produziert 1982 die Single Magic’s Wand, eine der ersten Rapsingles, die millionenfach verkauft wird